# Wiktor Legowicz
Wiktor Józef Legowicz (ur. 2 kwietnia 1949 w Tomaszowie Mazowieckim) – polski dziennikarz radiowy. Syn filozofa Jana Legowicza.

## Życiorys
W 1971 ukończył pedagogikę na Uniwersytecie Warszawskim. Od początku lat 70. związany z Programem III Polskiego Radia. W latach 1983–1991 był dyrektorem programowym tej stacji, od 1994 do 1997 pełnił obowiązki zastępcy dyrektora Trójki, później pozostał jako komentator. Od 1992 autor codziennej audycji gospodarczej Informator ekonomiczny. W 2017 został jednym z prowadzących audycję Winien i ma.
Był także zastępcą redaktora naczelnego dziennika „Nowa Europa” i współpracownikiem miesięcznika „Radio-Lider”, został również wykładowcą dziennikarstwa na UW. Członek Stowarzyszenia Dziennikarzy Polskich, następnie Stowarzyszenia Dziennikarzy PRL/RP.

## Odznaczenia i nagrody
W 2000, za wybitne zasługi dla Polskiego Radia, został odznaczony Krzyżem Kawalerskim Orderu Odrodzenia Polski. W 2015, za wybitne zasługi w działalności na rzecz rozwoju Polskiego Radia, otrzymał Krzyż Oficerski tego orderu.
Laureat nagrody Ostre pióro w 1999, 2002 i 2005.